# Henri Le Vézouët
Henri Le Vézouët, né le 15 octobre 1877 à Gonneville-la-Mallet et mort le 9 septembre 1953 à Loudéac, est un homme politique français.

## Biographie
Vétérinaire à Loudéac, il est conseiller d'arrondissement de 1907 à 1919 et conseiller général du canton de Loudéac de 1919 à 1942. Il est conseiller municipal de Loudéac de 1919 à 1942 et de 1944 à 1947, et maire de 1925 à 1942 et de 1944 à 1945. Il est député des Côtes-du-Nord de 1928 à 1936, inscrit au groupe la Gauche radicale. Il s'occupe essentiellement de questions agricoles.

## Sources
- « Henri Le Vézouët », dans le Dictionnaire des parlementaires français (1889-1940), sous la direction de Jean Jolly, PUF, 1960 [détail de l’édition]